# Euphorbia milii
Pour les articles homonymes, voir couronne du Christ.
Espèce
Classification phylogénétique
Statut de conservation UICN

 LC  : Préoccupation mineure
Statut CITES
La couronne d'épines encore appelée couronne du Christ ou épine du Christ (en raison des épines, mais aussi des fleurs rouges évoquant des gouttes de sang) (Euphorbia milii) est une espèce d'arbuste épineux vivace de la famille des Euphorbiacées, qui peut atteindre 1,5m.
Dans les pays tempérés, on l'utilise comme plante d'ornement en intérieur ou extérieur dans les régions au climat doux.

## Origine
Originaire des régions arides et sèches du Sud de Madagascar (région d'Androy et Anosy), cette plante est adaptée aux climats chauds et secs.

## Description
L'Euphorbia milii est un arbuste succulent pouvant atteindre 1,5 à 2 mètres de hauteur. 
Ses tiges charnues sont couvertes d'épines acérées qui peuvent atteindre plus de 4 cm de long.
Les feuilles, ovales et vert foncé, sont disposées en rosettes au sommet des tiges.
Les fleurs, appelées cyathes, sont en réalité des bractées colorées (généralement rouges, roses, orange, jaunes ou blanches) entourant de minuscules fleurs.
La plante fleurit toute l'année.
Ses fruits qui apparaissent cependant rarement en culture, comportent trois loges expulsant les graines à maturité.

## Utilisation
Principalement cultivée comme plante ornementale, l'Euphorbia milii est appréciée pour sa floraison abondante et prolongée.

## Culture
- Sol : Bien drainé, mélange pour cactus et plantes grasses.
- Exposition : mi-ombre, lumineux voire en plein soleil, après une période d'acclimatation.
- Arrosage : Modéré, laisser sécher entre les arrosages.
- Température : Supporte des températures entre 10°C et 30°C. Craint le gel.
- Multiplication : Par bouturage de tiges.
- Précautions : Le latex de la plante est irritant.

### Maladies et insectes nuisibles
La pourriture par excès d'humidité, les aleurodes, les limaces, les araignées rouges, l'échinothrips americanus.

## Toxicité
Forte toxicité du latex (sève), troubles digestifs en cas d'ingestion.

## Variétés
Le vrai Euphobia milii var. milii est probablement rare en culture. La plupart des plantes cultivées sont des hybrides.

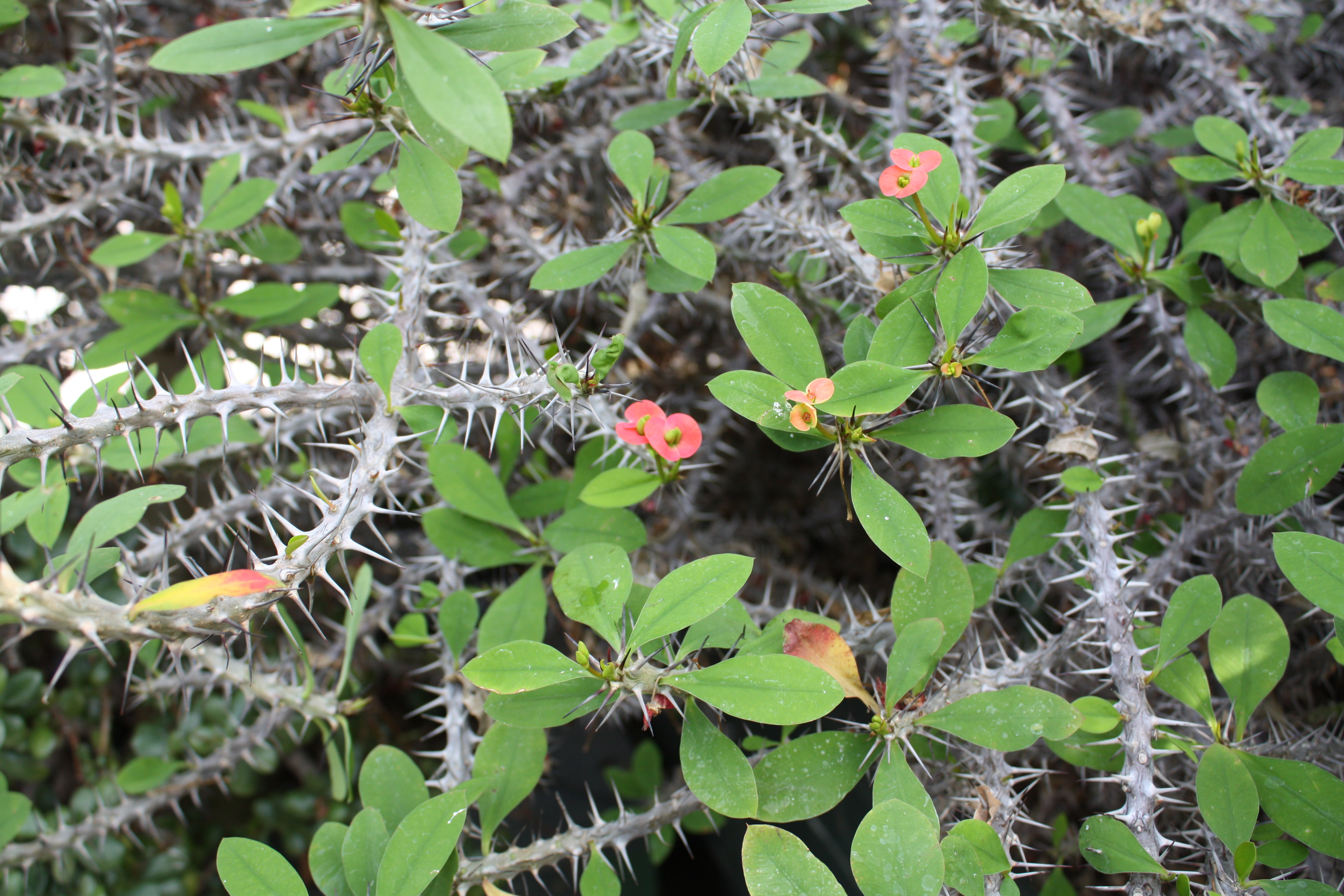
Couronne d'épines.

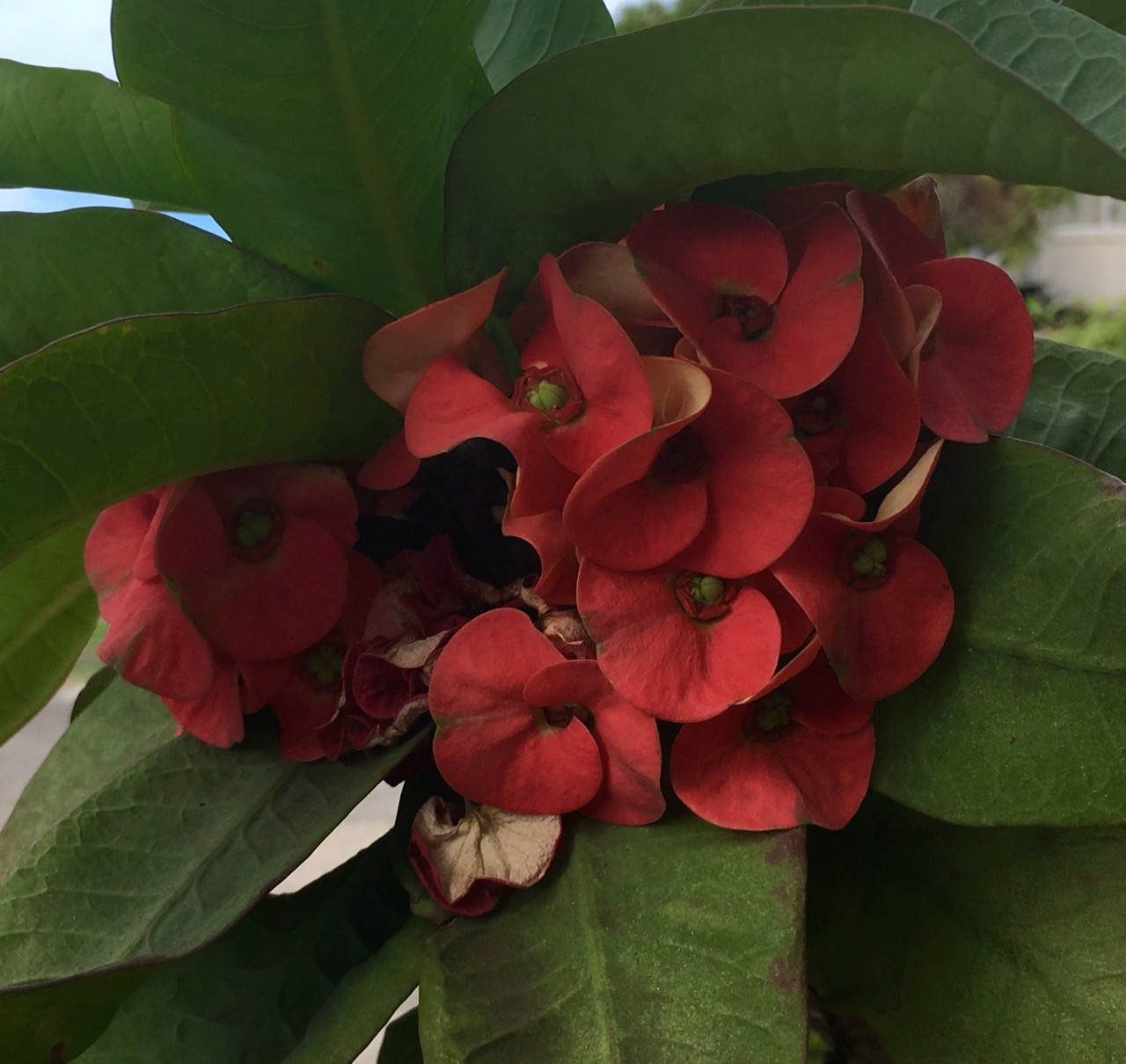
Épine du Christ en fleurs.

- Euphorbia milii var. hislopii aux tiges plus épaisses (4-5 cm de diamètre) et aux épines plus courtes, aux feuilles de 10-12 cm de long et aux bractées plus grandes.
- Euphorbia milii var. splendens, l'épine du Christ, variété au port semi rampant
- Euphorbia milii var. tenuispina aux tiges naissant d'un caudex
- Euphorbia milii var. tulearensis aux cyathes roses

- Cultivars
  - Euphorbia 'Kuentzii' aux cyathes roses et aux feuilles allongées
  - Euphorbia 'Syraya' aux fleurs géantes